# Gare d'Athenry
La gare d'Athenry (en anglais : Athenry railway station) est la gare ferroviaire d'Athenry dans le comté de Galway en Irlande.

## Histoire
La station est ouverte le 1er août 1851.

## Galerie de photos

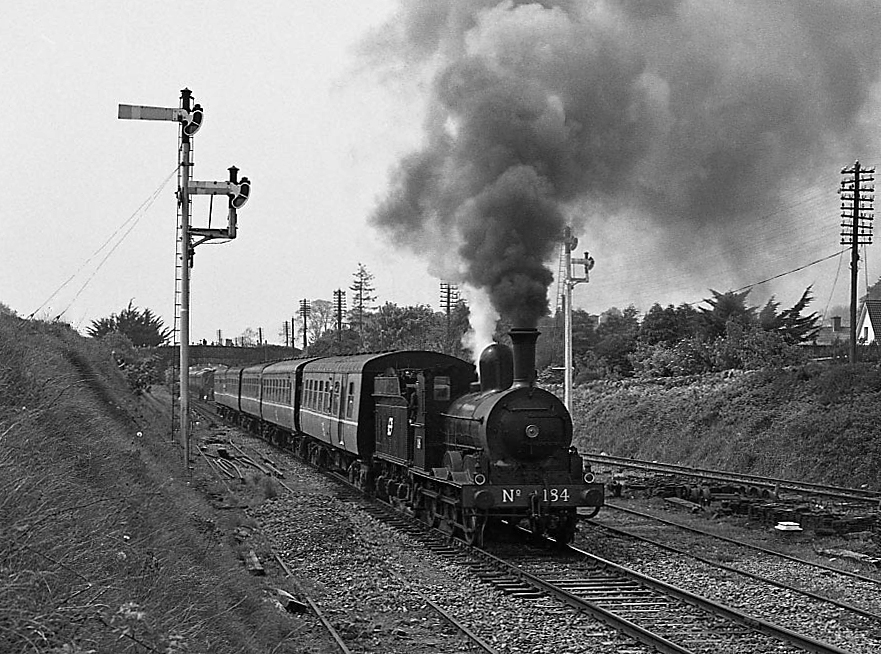
Steam Hauled Railtour le 15 mai 1988
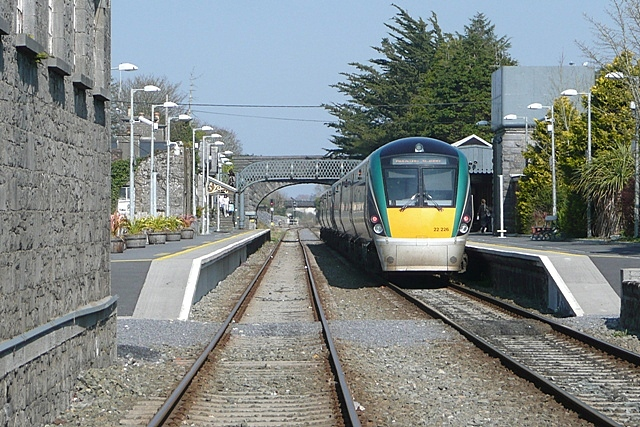
Un train en direction de Galway